# Peix destral de riu
El peix destral de riu (Gasteropelecus sternicla) és una espècie de peix de la família dels gasteropelècids i de l'ordre dels caraciformes.

## Morfologia
- Els mascles poden assolir 3,8 cm de longitud total.
- Les femelles són més grosses que els mascles.[2][3]

## Alimentació
Menja cucs, crustacis i insectes.

## Hàbitat
És un peix d'aigua dolça i de clima tropical (23 °C-27 °C).

## Distribució geogràfica
Es troba a Sud-amèrica: l'Amazones peruà, les Guaianes, Veneçuela i la conca del riu Paraguai.